# Перилай (военачальник)
Перилай (др.-греч. Περίλαος), также Перилл (др.-греч. Πέριλλος) — гетайр Александра Македонского и военачальник Антигона Одноглазого.

## Биография
Перилай впервые упомянут у Плутарха. Согласно античному историку, он попросил у Александра Македонского денег на приданое дочери. Царь распорядился выделить ему 50 талантов. Когда Перилай сказал, что было бы достаточно и десяти, Александр ответил: «Для тебя довольно, чтобы взять, но для меня не довольно, чтобы дать». Если в этом историческом анекдоте имеется какая-либо историческая основа, то событие могло произойти после 331/330 года до н. э., когда Александр захватил сокровища персидских царей и мог позволить себе широкие жесты. В этом случае Перилай, у которого к этому времени была дочь на выданье, мог родиться не позднее середины 360-х годов до н. э.
Следующее упоминание Перилая содержится у Квинта Курция Руфа. После смерти Александра Македонского в 323 году до н. э. новый царь отправил посольство в которое входили Перилай, Амисс из Мегалополя и Пасс из Фессалии, к всадникам. Послы выслушали требования войска, которые пересказали наследникам Александра.
В 315/314 году до н. э. Перилай командовал войсками Антигона Одноглазого. Когда он сопровождал по побережью флот Феодота, то попал в организованную военачальником Птолемея Поликлитом засаду. Перилай попал в плен и был доставлен в Египет. Впоследствии, Птолемей освободил Перилая, по просьбе послов Антигона. По мнению Р. Биллоуза и В. Хеккеля, этот фрагмент Диодора Сицилийского свидетельствует о высоком авторитете Перилая у Антигона. Дальнейшая судьба Перилая неизвестна.

### Исследования
- Berve H. Das Alexanderreich auf prosopographischer Grundlage (нем.). — München: C. H. Beck`sche Verlagsbuchhandlung, 1926. — Vol. 2.
- Billows R. Antigonos the One-eyed and the Creation of the Hellenistic State (англ.). — Berkeley; Los Angeles; London: University of California Press, 1997. — ISBN 0-520-06378-3.
- Heckel W. Who's Who in the Age of Alexander and his Successors. From Chaironea to Ipsos (338—301 BC) (англ.). — Barnsley: Greenhill Books, 2021. — 554 p. — ISBN 978-1-78438-648-1.